# نديم دوغان
نديم دوغان (بالتركية: Nedim Doğan)‏ هو لاعب كرة قدم تركي في مركز الهجوم، ولد في 1943 في إسطنبول في تركيا. شارك مع منتخب تركيا تحت 21 سنة لكرة القدم ومنتخب تركيا لكرة القدم. أما مع النوادي، فقد لعب مع نادي فنربخشة.

## وصلات خارجية
- نديم دوغان على موقع اتحاد تركيا (لاعب) (الإنجليزية)
- نديم دوغان على موقع قاعدة بيانات كرة القدم.إي يو (الإنجليزية)
- نديم دوغان على موقع عالم كرة القدم.نت (الإنجليزية)